# Люксембургский договор (1956)
Люксембургский договор (нем. Vertrag von Luxemburg) — соглашение между ФРГ и Францией, касающееся возвращения Саарской области Германии. Договор был подписан 27 октября 1956 года министром иностранных дел ФРГ Генрихом фон Брентано и министром иностранных дел Франции Кристианом Пино после плебисцита 23 октября 1955 года, на котором большинство населения Саарской области высказалось за возвращение в состав Германии.
Окончательное вхождение Саара в состав ФРГ состоялось 1 января 1957 года. Обе стороны согласились на переходный период для экономики, продлившийся до 1959 года (в это время Саар оставался под французским управлением).